# Edmund S. Phelps
Edmund Strother Phelps (* 26. července 1933) je americký profesor ekonomie a nositel Nobelovy ceny z roku 2006. Na začátku své kariéry se proslavil výzkumem zdrojů ekonomického růstu v Yale's Cowles Foundation v první polovině 60. let. Jeho demonstrace míry úspory podle zlatého pravidla, konceptu souvisejícího s prací Johna von Neumanna, zahájila vlnu výzkumu toho, kolik by měl národ spíše utratit za současnou spotřebu, než aby šetřil a investoval pro budoucí generace.
Phelps působil na univerzitě v Pensylvánii v letech 1966 až 1971, následně se přestěhoval na Kolumbijskou univerzitu v roce 1971. Jeho nejzásadnější práce využila mikroekonomii, která obsahuje nedokonalé informace, neúplné znalosti a očekávání ohledně mezd a cen, aby podpořila makroekonomickou teorii určování zaměstnanosti a dynamiku cen a mezd. To vedlo k vývoji přirozené míry nezaměstnanosti: její existence a mechanismu, který řídí její velikost. Na počátku dvacátých let se věnoval studiu obchodních inovací.
Od roku 2001 byl zakládajícím ředitelem Kolumbijského centra pro kapitalismus a společnost. Od roku 1982 je profesorem politické ekonomie na Kolumbii.

## Mládí a studium
Phelps se narodil v Evanstonu ve státě Illinois v USA. Jako šestiletý se s rodinou přestěhoval do Hastings-on-Hudson v New Yorku, kde strávil své školní roky. V roce 1951 odešel na vysokou školu na Amherst College. Na základě rady svého otce se Phelps, ve svém druhém ročníku na Amherstu, zapsal na svůj první ekonomický kurz. Kurz uvedl ekonom James Nelson, který vycházel ze slavné učebnice Ekonomie od Paula Samuelsona. Phelps byl silně ohromen možností aplikovat formální analýzu na podnikání. Rychle si uvědomil důležitý nevyřešený problém s existující ekonomickou teorií a existující propastí mezi mikroekonomií a makroekonomií.
Po dokončení bakalářského vzdělání v Amherstu v roce 1955 odešel Phelps na postgraduální studium na Yale University. Na Yale University studoval mimo jiné u budoucích laureátů Nobelovy ceny Jamese Tobina a Thomase Schellinga. Phelps byl také silně ovlivněn Williamem Fellnerem, jehož kurz zdůraznil očekávání agentů. Phelps získal titul Ph.D. z Yale v roce 1959.

## Výzkum v 60. a 70. letech
Po získání titulu Ph.D. začal Phelps pracovat jako ekonom pro společnost RAND Corporation. Phelps však cítil, že na RAND (zaměřeném na obranné práce) se nemůže orientovat na makroekonomii, a proto se rozhodl vrátit do akademického světa. V roce 1960 nastoupil na výzkumnou pozici v Cowles Foundation, zatímco také učil na Yale University. V Cowlesově nadaci se jeho výzkum zaměřil hlavně na neoklasickou teorii růstu, navazující na klíčovou práci Roberta Solowa. V rámci svého výzkumu vydal Phelps v roce 1961 slavný dokument o míře úspor, podle Zlatého pravidla, což je jeden z jeho hlavních příspěvků k ekonomické vědě. Psal také práce zabývající se dalšími oblastmi ekonomické teorie, jako je měnová ekonomie nebo Ricardova ekvivalence a její vztah k optimálnímu růstu.
Jeho pozice v Cowles dala Phelpsovi příležitost komunikovat s Arthurem Okunem a dalšími významnými osobnostmi v oboru. Byl schopen spolupracovat s dalšími špičkovými ekonomy pracujícími na teorii růstu, včetně Davida Cassa a držitelem Nobelovy ceny Tjallingem Koopmansem. Během akademického roku 1962–1963 Phelps navštívil MIT, kde byl také v kontaktu s budoucími nositeli Nobelovy ceny Paulem Samuelsonem, Robertem Solowem a Francem Modiglianim.
V roce 1966 Phelps opustil Yale a začal působit na Pensylvánské univerzitě, kde se stal profesorem ekonomie. Na Pensylvánské univerzitě se Phelpsův výzkum zaměřil hlavně na souvislost mezi zaměstnaností, nastavením mezd a inflací, což vedlo k jeho vlivnému referátu z roku 1968 „Dynamika mezd a mezd na trhu práce“ a dalším. Výzkum přispěl důležitými pohledy do mikroekonomie Phillipsovy křivky, včetně role očekávání (ve formě adaptivních očekávání) a nedokonalých informací při stanovení mezd a cen. Rovněž představil koncept přirozené míry nezaměstnanosti a argumentoval tím, že rovnováha na trhu práce je nezávislá na míře inflace, a proto neexistuje dlouhodobý kompromis mezi nezaměstnaností a inflací. Pokud by to bylo přesné, mělo by to zásadní důsledek, že keynesiánská politika řízení poptávky má pouze přechodné účinky, a proto ji nelze použít k řízení dlouhodobé míry nezaměstnanosti v ekonomice. V lednu 1969 uspořádal Phelps na Pensylvánské univerzitě konferenci na podporu výzkumu zaměřeného na mikroekonomické stanovení inflace a zaměstnanosti. Příspěvky z konference byly publikovány příští rok v knize, která měla silný a trvalý vliv; stal se známým jako „Phelpsův svazek“. Spolu se svým výzkumem Phillipsovy křivky Phelps také spolupracoval s dalšími ekonomy na výzkumu týkajícím se ekonomického růstu, účinků měnové a fiskální politiky a optimálního růstu populace.
V následujících letech, se Phelps dostal pod těžkou kritiku se zavedením John Muth ‚s racionálními očekáváními, která byla propagována budoucím nositelem Nobelovy ceny Robertem Lucase, Jr. Phelps s Calvem a Johnem Taylorem zahájili program přestavby keynesiánské ekonomiky s racionálními očekáváními pomocí lepkavých mezd a cen. Učinili tak výslovným začleněním do modelů skutečnosti, že mzdové smlouvy jsou stanoveny předem na více období, což je myšlenka vycházející z Phelpsova článku z roku 1968. Tento výzkum vedl k článku publikovanému s Taylorem v roce 1977 což dokazuje, že odstupňované nastavení mezd dává měnové politice roli při stabilizaci ekonomických výkyvů. Základním kamenem nové keynesiánské ekonomiky se stalo použití rozloženého stanovení mezd a cen, které dále rozvinul Calvo v článku z roku 1983. V 70. letech Phelps a Calvo spolupracovali také na výzkumu optimálních kontraktů za asymetrických informací.
Phelps strávil, mezi lety 1969–70, v Centru pro pokročilé studium behaviorální vědy na Stanfordově univerzitě. Diskuse s kolegy nositeli Nobelovy ceny Amartya Sen a Arrowem Kenneth a to zejména vlivem filozofie z John Rawls, se kterým se setkal v průběhu roku v Centru, Phelpse vedla podniknout nějaký výzkum mimo makroekonomii. Výsledkem je, že v roce 1972 publikoval klíčový výzkum v nové oblasti, kterou nazval statistická diskriminace. Publikoval také výzkum ekonomické spravedlnosti, aplikující myšlenky z Rawlsovy teorie spravedlnosti.
V roce 1971 se Phelps přestěhoval na ekonomického oddělení na Kolumbijské univerzitě, kde působili také budoucí nositelé Nobelovy ceny William Vickrey a James J. Heckmana (o tři roky později se k nim připojil budoucí laureát Robert Mundell), stejně jako Phoebus Dhrymes , Guillermo Calvo a John B. Taylor . Zde publikoval výzkum týkající se inflační daně a dopadu fiskální politiky na optimální inflaci. V roce 1972 vydal Phelps novou knihu ve které se zaměřil na odvození politických důsledků jeho nové teorie. Kniha dále popularizovala jeho „Phillipsovu křivku rozšířenou o očekávání“ a představila koncept hystereze s ohledem na nezaměstnanost (prodloužená nezaměstnanost je částečně nevratná, protože pracovníci ztrácejí dovednosti a jsou demoralizovaní).
Koncem sedmdesátých let provedl Phelps a jeden z jeho bývalých studentů Roman Frydman výzkum nezávislosti a poté ve spolupráci na výzkumu důsledků předpokládání racionálních očekávání. Jejich výsledky naznačovaly, že racionální očekávání nejsou správným způsobem, jak modelovat očekávání agentů. V roce 1981 uspořádali konferenci na toto téma a publikovali řízení ve své knize publikované v roce 1983. Protože se však racionální očekávání stávalo standardem v makroekonomii, byla kniha původně přijata s nepřátelstvím a byla do značné míry ignorována. Finanční krize z let 2007-2008, spolu s neúspěchem modelů racionálních očekávání, vedla k obnovenému zájmu o práci.

## Výzkum v 80. letech
V roce 1982 byl jmenován profesorem politické ekonomie na Kolumbijské univerzitě. Na začátku 80. let napsal úvodní učebnici syntetizující současné ekonomické znalosti. Kniha Politická ekonomie byla vydána v roce 1985, ale měla omezené využití.
V roce 1980 Phelps posílil spolupráci s evropskými univerzitami a institucemi, včetně Banca d'Italia (kde strávil většinu času mezi lety 1985–86) a Observatoire français des Conectures économiques (OFCE). Začal se zajímat o problematiku přetrvávající vysoké nezaměstnanosti v Evropě, která stoupala i navzdory tomu, že nedocházelo k žádné pauze v inflaci a publikoval na toto téma s Jean-Paul Fitoussi (ředitel OFCE). Další studie vedla Phelpsa k domněnce, že nejde o přechodný jev, ale o účinek změn rovnovážné nezaměstnanosti. Během následujících let se Phelps pokusil vytvořit teorii pro endogenní určení přirozené míry nezaměstnanosti. Částečné výsledky výzkumu publikoval v knize Structural Slumps: The Modern Equilibrium Theory of Employment, Interest, and Assets z roku 1994. Phelps také úzce spolupracoval s Luigim Paganettem na římské univerzitě Tor Vergata a v letech 1988 až 1998 jako spoluorganizátor mezinárodního semináře Villa Mondragone.

## Výzkum v 90. letech
V roce 1990 se Phelps zúčastnil mise z nové EBRD do Moskvy, kde spolu s Kennethem Arrowem navrhli reformu Sovětského svazu. Po založení EBRD se stal členem jejího ekonomické poradní komise, kde působil až do roku 1993. Z jeho práce v EBRD a spolupráce se svým bývalým studentem Romanem Frydmanem si Phelps vytvořil silný zájem o východoevropské transformující se ekonomiky.
Na konci 80. a počátku 90. let vytvořil Phelps novou nepeněžní teorii zaměstnanosti, v níž hodnoty obchodních aktiv řídí přirozenou hodnotu. Teorie, kterou poprvé plně popsal ve své knize Strukturální propady (1994), vysvětluje propad Evropy bez dezinflace v 80. letech: zvýšení světové reálné úrokové míry, klesající příležitosti pro další technologické dohánění a rostoucí sociální bohatství poskytované Evropský kauzální sociální stát hraje hlavní roli. Dva na sebe navazující články z roku 2000 a 2001 o teorii „strukturálních rozmachů“ vysvětlily americkou inflaci, menší expanzi na konci 90. let a prohlásily její pomíjivost. Jeho práce rozvíjejí tezi, že velké ekonomické výkyvy, které Západ v minulém století zažil, nejenže vznikají v nepeněžních otřesech, ale také zásadně fungují v nepeněžních mechanismech. Tato kniha, jakož i následné práce tvrdily, že fluktuace míry nezaměstnanosti ve Spojených státech, Velké Británii a Francii pramenila z hromadění bohatství s minimálními investicemi. V polovině 90. let se jeho výzkum zaměřil na to, co nazýval ekonomickou inkluzí. V roce 1997 vydal knihu pro širokou veřejnost Rewarding Work o příčinách a řešeních nezaměstnanosti a nízkých mezd u znevýhodněných pracovníků.